# Idioma feroés

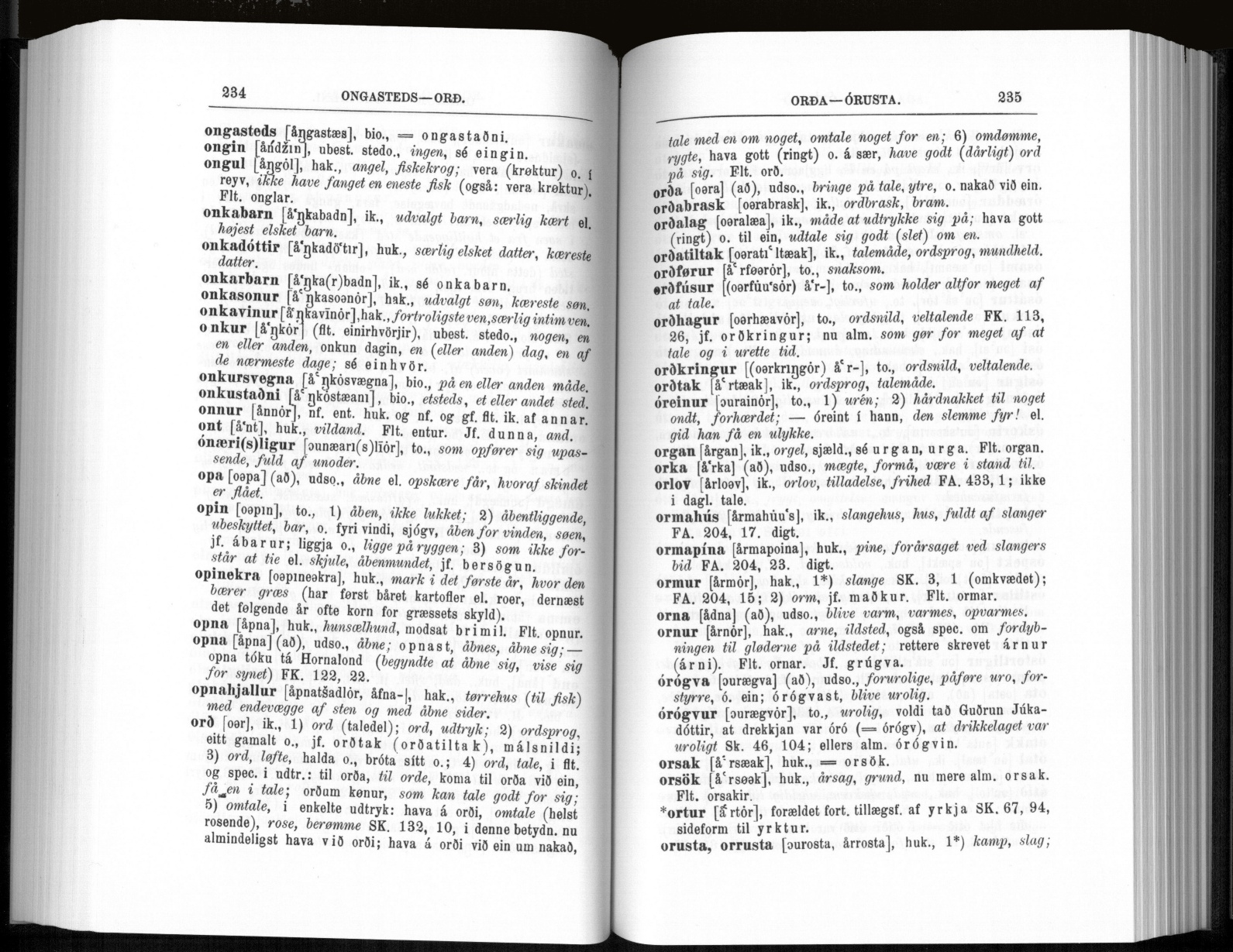
Diccionario feroés-danés.

El feroés es una lengua nórdica occidental insular, hablada por unas 48 000 personas en las islas Feroe y por unas 12 000 en Dinamarca. Es una de las dos lenguas nórdicas insulares (la otra es el islandés). Ambos idiomas tienen su origen en el antiguo nórdico, hablado en la península escandinava durante el tiempo de los vikingos. Aunque en la forma escrita tienen muchas similitudes, la pronunciación las diferencia significativamente. Los hablantes de la lengua feroesa, de todas formas, tienen facilidad para entender y sobre todo para leer el islandés.

## Historia
Alrededor del año 900, el idioma que se hablaba en las Islas Feroe era el nórdico antiguo, que los colonos nórdicos habían traído durante el tiempo del asentamiento o colonización de las Islas Feroe (landnám) que comenzó en el año 825. Sin embargo, muchos de los colonos no eran de los países escandinavos, sino descendientes de los colonos nórdicos en el mar de Irlanda. Además, los colonos escandinavos nativos a menudo se casaban con mujeres del norte de Irlanda, Orcadas, Shetland, antes de establecerse en las Islas Feroe o Islandia. Como resultado, la lengua irlandesa influyó tanto en el feroés como en el islandés. Existe alguna evidencia discutible del idioma irlandés en algunos nombres en las Islas Feroe: por ejemplo, los nombres de Mykines, Stóra, Dímun y Lítla Dímun han sido la hipotéticamente de raíz celta.
Entre los siglos XI y XV, la lengua feroesa se va diferenciando, aunque era probable que todavía resultase mutuamente inteligible con el antiguo nórdico occidental y se mantuviese similar al idioma norn de las islas Orkney y Shetland durante las tempranas fases de la evolución del norn.
Hasta el siglo XV, el feroés tenía una ortografía similar a la del islandés y el noruego. Después de la Reforma, el danés se impuso, y se prohibió el feroés en colegios, iglesias y documentos oficiales. Los habitantes de las islas continuaron utilizando la lengua para componer baladas, historias populares y en la vida cotidiana. Conservaron una rica tradición de historia oral, pero durante 300 años esto no se vio reflejado en textos escritos.
Como lengua escrita, el feroés moderno solo existe desde que Venceslaus Ulricus Hammershaimb promocionó un estándar en 1854. Aunque esto hubiera sido una buena oportunidad para crear una ortografía basada en los rasgos fonéticos de la lengua, como en galés, produjo una ortografía que continuaba la tradición escrita del antiguo nórdico. La letra ð, por ejemplo, fue mantenida por razones etimológicas, ya que no corresponde a ningún fonema específico (es muda excepto en unas pocas palabras donde la combinación "ðr" se pronuncia "gr"). Además, aunque la letra 'm' se corresponde con la consonante bilabial nasal tal y como ocurre en la lengua inglesa, el sufijo dativo -inum, se corresponde a la nasal alveolar 'n' como consecuencia de un proceso de asimilación fonológica.
La gramática de Hammershaimb tuvo bastante oposición, por su complejidad, y Jakob Jakobsen propuso una ortografía alternativa, la cual se parecía bastante más a la lengua hablada pero no fue adoptada por los hablantes.
En 1937, el feroés se impuso como lengua oficial de las Islas Feroe, sustituyendo al danés.

## Gramática
Como lengua escandinava occidental, la lengua feroesa está relacionada con la islandesa y varios de los dialectos noruegos occidentales y se ha desarrollado a partir de la lengua hablada por los noruegos que colonizaron las islas hacia el siglo IX. Aunque hay variantes significativas en pronunciación de isla a isla, no hay verdaderas variantes dialectales. Es notable por sus muchos diptongos que desarrolló de las antiguas y simples vocales.
El nombre tiene declinaciones fuertes y débiles, habiendo tres géneros, dos números y cuatro casos.
El artículo determinado independiente es hin en masculino y en femenino y en neutro hitt, con formas plurales como hinir, hinar, hini.
La numeración del 1 al 3 es declinada: ein, tveir, tríggir; del 4 al 10: fyra, fimm, seks, sjey, átta, níggju, tíggju; 11 ellivu, 12 tólv, 20 tjúgu, 30 tríali, 40 fyrati.
El verbo tienen voces activa, media y pasiva; modos indicativo, subjuntivo e imperativo; hay ocho tiempos, incluyendo perfecto, imperfecto, pluscuamperfecto, futuro perfecto y pasado condicional. Los tiempos presente e imperfecto son simples; los otros, compuestos.
Los pronombres personales en tercera persona distinguen género. Singular: 1 eg, 2 tú, 3 hann, hon; plural 1 vit, 2 tit, 3 teir, toer, tey. El demostrativo masculino y femenino es tann. El pronombre relativo es sum.
El orden de la frase es sujeto, verbo y objeto.